# Thiago Fragoso
Thiago Neves Fragoso (Río de Janeiro, 1 de noviembre de 1981) es un cantante y actor brasileño, conocido por sus papeles de Nando en El clon y Marcos en El profeta.

## Biografía
Comenzó su carrera teatral en 1989, cuando tenía apenas ocho años, en un grupo de teatro amateur en Tijuca, en Río de Janeiro. A los once años comenzó su carrera musical con Os Sinos da Candelária, una obra basada en una masacre de niños ocurrida en Río de Janeiro en 1993.
Viajó de intercambio a los Estados Unidos en 1998 y vivió durante un año en Alabama, donde se graduó en Lamar County High School. Tomó clases de literatura norteamericana e inglesa, siendo todavía capaz de recitar pasajes de Macbeth de Shakespeare en inglés. Participó en dos obras de teatro en un grupo de la escuela de teatro y ganó el premio al "Mejor actor del año" en la ceremonia de graduación. 
Uno de sus trabajos más importantes fue la telenovela El profeta, donde interpretó a un joven con poderes de clarividencia con gran ambición. 
En 2007 hizo el doblaje de la versión portuguesa del personaje Linguini, en la película de Disney y Pixar, Ratatouille. 
Grabó una canción y video de la versión brasileña del CD y DVD de la banda sonora de la película de Disney, High School Musical 2, que se llama "Você é a Música em Mim" (versión de "You Are the Music in Me"). La versión fue tan exitosa que resultó ser transmitida en los canales de Disney en todo el mundo.

## Filmografía

### Televisión
| Año       | Título                       | Personaje                                 |
| --------- | ---------------------------- | ----------------------------------------- |
| 1996      | Perdidos de Amor             | Guilherme (Debut en telenovelas)          |
| 2000      | Lazos de familia             | Carlos Guilherme (Participación especial) |
| 2001      | Estrela-Guia                 | Bernando Lima (Coadjuvnte)                |
| 2001-2002 | El clon                      | Fernando Escobar (Nando) (Coadjuvante)    |
| 2003      | La casa de las siete mujeres | Capitán Eteban (Coprotagonista)           |
| 2003      | Agora É que São Elas         | Rodrigo (Villano)                         |
| 2005      | Señora del destino           | Alberto Pedreira (Coadjuvante)            |
| 2006-2007 | El profeta                   | Marcos Oliveira (Protagonista)            |
| 2008-2009 | Negócio da China             | Diego Dumas Fontanera (Coprotagonista)    |
| 2010      | Río del destino              | Vitor Villar (Co-antagonista)             |
| 2011      | El astro                     | Márcio Hayalla (Coprotagonista)           |
| 2012-2013 | Lado a lado                  | Edgar Lemos Vieira (Protagonista)         |
| 2013-2014 | Rastros de mentiras          | Nicolas Corona (Niko) (Coprotagonista)    |
| 2015      | Mujeres ambiciosas           | Vinícius (Protagonista)                   |
| 2016      | Malhação                     | Caio Monteiro (Villano principal)         |
| 2017      | O Outro Lado do Paraíso      | Patrick de Sá Junqueira (Coprotagonista)  |
| 2020      | Salve-se Quem Puder          | Alan (Actor invitado-Protagonista)        |

## Premios y nominaciones

### Ganó
- Premio Austregésilo de Athayde (2002) de Mejor Actor Revelación, por Nando - El Clon
- Premio Contigo (2006) de Mejor Pareja Romántica, por Marcos y Sônia (Paola Oliveira) - O Profeta
- Premio Noveleiros (2012) de Mejor Pareja Romántica, por Edgar y Laura (Marjorie Estiano) - Lado a Lado[1][2][3]
- Premio Mejores del Año (2012) de la revista Minha Novela de Mejor Pareja Romántica, por Edgar y Laura (Marjorie Estiano) - Lado a Lado, elección de la crítica[4]
- Premio Mejores del Año (2013) de la revista Minha Novela de Mejor Actor de Reparto de 2013 - Amor à Vida
- Premio Mejores del Año (2014) de Domingão do Faustão de Mejor Actor de Reparto de 2013 - Amor à Vida[5]
- Premio Contigo (2014) de Mejor Actor de Reparto de 2013 - Amor à Vida[6]

### Nominado
- Premio Contigo (2003) de Mejor Pareja Romántica, por Esteban y Rosario (Mariana Ximenes) - La casa de las siete mujeres[7][8]
- Premio Contigo (2006) de Mejor Actor - O Profeta[9]
- Premio Arte Qualidade Brasil (2010) de Mejor Actor de Reparto de Miniserie - Dalva e Eliberto[10]
- Premio Quem (2012) de Mejor Actor - Lado a Lado[11]
- Premio Contigo (2013) de Mejor Actor - Lado a Lado[12][13]
- Premio Extra (2013) de Mejor Actor - Lado a Lado[14]